# Sequência automática
Uma sequência automática (ou k-sequência automática) é uma sequência infinita de termos caracterizado por um autômato finito. O enésimo termo da sequência é um mapeamento do estado final do autômato quando a sua entrada de n dígitos tem como base um valor fixo k.   Um conjunto k-automático é um conjunto não negativo de inteiros no qual cada sequência de valores é uma sequência automática de uma função característica, ou seja, um conjunto n da sequência pode ser determinado por um autômato finito de dígitos n na base k.
Um autômato lendo dígitos de base k a partir da mais significante é chamado de leitura direta, e uma leitura a partir do menos significante é chamada de leitura reversa. No entanto as duas direções conduzem a mais classes de sequências.
Cada sequência automática é uma palavra mórfica.

## Ponto de vista do autômato
Seja k um número inteiro positivo e D =  (E, φ, e) seja um autômato determinístico onde
- E é um conjunto finito de estados
- φ : E×[0,k − 1] → E é um estado de transição
- {\displaystyle e\in E} é o estado inicial

E também seja A um conjunto finito, e π:E → A uma projeção em A.
Estenda a função de transição φ de atuando em dígitos únicos para atuando em “string” de dígitos, definindo a ação de φ em uma string s de forma s1s2...st como:
Defina a função m a partir de um conjunto positivo de inteiro para o conjunto A na forma:
{\displaystyle m(n)=\pi (\phi (e,s(n)))\,,}
Onde, s(n) é n escrito na base k. Então a sequência m = m(1)m(2)m(3)... é chamada de uma k-sequência automática.

## Substituição de pontos de vista
Seja σ um k-morfismo uniforme de monoide livre E∗ , então {\displaystyle \sigma (E)\subseteq E^{k}} e no qual é prolongável para {\displaystyle e\in E}, ou seja, σ(e) começa com e. Seja A e π definido como acima. Então se w é um ponto fixo de σ, ou seja, w = σ(w), então m = π(w) é uma k-sequência automática sobre A: esse é o teorema de Cobham. Reciprocamente toda k-sequência automática é obtida desse modo.

## Dizimação
Para um k fixo e k > 1. Para uma sequência w, definimos uma k-dizimação de w para r=0,1,...,k-1 sendo uma subsequência consistindo em letras das posições congruentes a r mod k. O kernel da dizimação de w consiste em um conjunto de palavras obtidas por todas as possíveis dizimações repetições de w. Uma sequência é k-automática se, e somete se, o kernel da k-dizimação for finito.

## 1-sequência automática
k-sequências automáticas são normalmente definidas apenas para k ≥ 2. O conceito pode ser estendido para k = 1 definido uma 1-sequência automática sendo uma sequências na qual o enésimo termo depende da notação unária para n, que é (1)n. Como um autômato finito tem que retornar eventualmente para um estado já visitado, todas as 1-sequências automáticas são eventualmente periódicas.

## Propriedades
Para uma dado k e r, um conjunto é k-automático se, e somente se, for kr-automático. Caso contrario, para h e k multiplicável independentemente, então um conjunto é h-automático e k-automático se, e somente se, for 1-automático, ou seja, for fundamentalmente periódico.
Se u(n) é uma sequência k-automática então a sequência u(kn) e u(kn−1) são fundamentalmente periódicas. Reciprocamente, se v(n) é fundamentalmente periódica então uma sequência u definida por u(kn) = v(n)) e caso contrário 0, é k-automática.
Seja u(n) uma sequência k-automática sobre o alfabeto A. Se f é um morfismo uniforme de A∗ para B∗ então a palavra f(u) é uma k-sequência automática sobre o alfabeto B.
Seja u(n) uma sequência sobre o alfabeto A e supondo que há uma função injetiva j de A para uma área finita Fq. Então a serie formal de potências associadas é : :{\displaystyle f_{u}(z)=\sum _{n}j(u(n))z^{n}\ .}
A sequência u é q-automática se, e somente se, a serie de potencias fu for algébrica sobre o campo das funções racionais Fq(z).

## Exemplos
As seguintes sequências são automáticas:
- Sequência de  Thue-Morse: Seja E = A = {0, 1}, e = 0, π = id e σ da forma que σ(0) = 01, σ(1) = 10; Pegando o ponto fixo 01101001100101101001011001101001..., que é de fato a palavras de Thue-Morse. O enésimo termo é a paridade da representação da base 2 de n e a sequência é 2-automática.[1][2][15][16] O 2-kernel consiste na própria sequência e seu complemento.[17] A serie de potencias associada  T(z) satisfaz ::{\displaystyle (1+z)^{3}T^{2}+(1+z)^{2}T+z=0\ } sobre o campo F2(z).[18]
- Sequência de Rudin–Shapiro[15][19]
- Sequência de Baum–Sweet[20]
- Sequência regular de dobragem de papel[16][21][22] e a genérica sequência de dobragem de papel com uma sequência periódica de dobras.[23]
- A sequência de duplicação periódica, definida pela paridade das potencias de 2 dividindo por n; e o ponto fixo do morfismo 0 → 01, 1 → 00.[24]

## Número real automático
Um número real automático é um numero real no qual a expansão da base b é uma sequência automática. Tais números são racionais ou transcendentais, mas não são números-U. Números racionais são k-automáticos na base b para todo k e b.

## References
1. 1 2 3  Allouche & Shallit (2003) p.152
2. 1 2 3  Berstel et al (2009) p.78
3. ↑  Allouche & Shallit (2003) p.168
4. 1 2 3  Pytheas Fogg (2002) p.13
5. ↑  Pytheas Fogg (2002) p.15
6. ↑  Allouche & Shallit (2003) p.212
7. ↑  Allouche & Shallit (2003) p.175
8. ↑  Allouche & Shallitt (2003) p.185
9. ↑  Lothaire (2005) p.527
10. ↑  Berstel & Reutenauer (2011) p.91
11. ↑  Allouche & Shallit (2003) pp.345-350
12. ↑  Lothaire (2005) p.529
13. ↑  Berstel & Reutenauer (2011) p.103
14. ↑  Lothaire (2005) p.532
15. 1 2  Lothaire (2005) p.525
16. 1 2  Berstel & Reutenauer (2011) p.92
17. ↑  Lothaire (2005) p.528
18. ↑  Berstel & Reutenauer (2011) p.94
19. ↑  Allouche & Shallit (2003) p.154
20. ↑  Allouche & Shallit (2003) p.156
21. ↑  Allouche & Shallit (2003) p.155
22. ↑  Lothaire (2005) p.526
23. ↑  Allouche & Shallit (2003) p.183
24. ↑  Allouche & Shallit (2003) p.176
25. ↑  Shallitt (1999) p.556
26. ↑  Allouche & Shallit (2003) p.379

- Allouche, Jean-Paul; Shallit, Jeffrey (2003). Automatic Sequences: Theory, Applications, Generalizations. [S.l.]: Cambridge University Press. ISBN 978-0-521-82332-6. Zbl 1086.11015
- Berstel, Jean; Lauve, Aaron; Reutenauer, Christophe; Saliola, Franco V. (2009). Combinatorics on words. Christoffel words and repetitions in words. Col: CRM Monograph Series. 27. Providence, RI: American Mathematical Society. ISBN 978-0-8218-4480-9. Zbl 1161.68043
- Berstel, Jean; Reutenauer, Christophe (2011). Noncommutative rational series with applications. Col: Encyclopedia of Mathematics and Its Applications. 137. Cambridge: Cambridge University Press. ISBN 978-0-521-19022-0. Zbl 1250.68007
- Berthé, Valérie; Rigo, Michel, eds. (2010). Combinatorics, automata, and number theory. Col: Encyclopedia of Mathematics and its Applications. 135. Cambridge: Cambridge University Press. ISBN 978-0-521-51597-9. Zbl 1197.68006
- Shallit, Jeffrey (1999). «Number theory and formal languages». In:  Hejhal, Dennis A.; Friedman, Joel; Gutzwiller, Martin C.; Odlyzko, Andrew M. Emerging applications of number theory. Based on the proceedings of the IMA summer program, Minneapolis, MN, USA, July 15--26, 1996. Col: The IMA volumes in mathematics and its applications. 109. [S.l.]: Springer-Verlag. pp. 547–570. ISBN 0-387-98824-6
- Lothaire, M. (2005). Applied combinatorics on words. Col: Encyclopedia of Mathematics and Its Applications. 105. A collective work by Jean Berstel, Dominique Perrin, Maxime Crochemore, Eric Laporte, Mehryar Mohri, Nadia Pisanti, Marie-France Sagot, Gesine Reinert, Sophie Schbath, Michael Waterman, Philippe Jacquet, Wojciech Szpankowski, Dominique Poulalhon, Gilles Schaeffer, Roman Kolpakov, Gregory Koucherov, Jean-Paul Allouche and Valérie Berthé. Cambridge: Cambridge University Press. ISBN 0-521-84802-4. Zbl 1133.68067
- Loxton, J. H. (1988). «13.  Automata and transcendence». In:  Baker, A. New Advances in Transcendence Theory. [S.l.]: Cambridge University Press. pp. 215–228. ISBN 0-521-33545-0. Zbl 0656.10032
- Pytheas Fogg, N. (2002). Substitutions in dynamics, arithmetics and combinatorics. Col: Lecture Notes in Mathematics. 1794. Editors Berthé, Valérie; Ferenczi, Sébastien; Mauduit, Christian; Siegel, A. Berlin: Springer-Verlag. ISBN 3-540-44141-7. Zbl 1014.11015